# Diurskij
Diurskij (ros. Дюрский) – osiedle w Rosji, w obwodzie saratowskim, w rejonie nowouzieńskim. W 2010 liczyło 506 mieszkańców.